# Kerenka

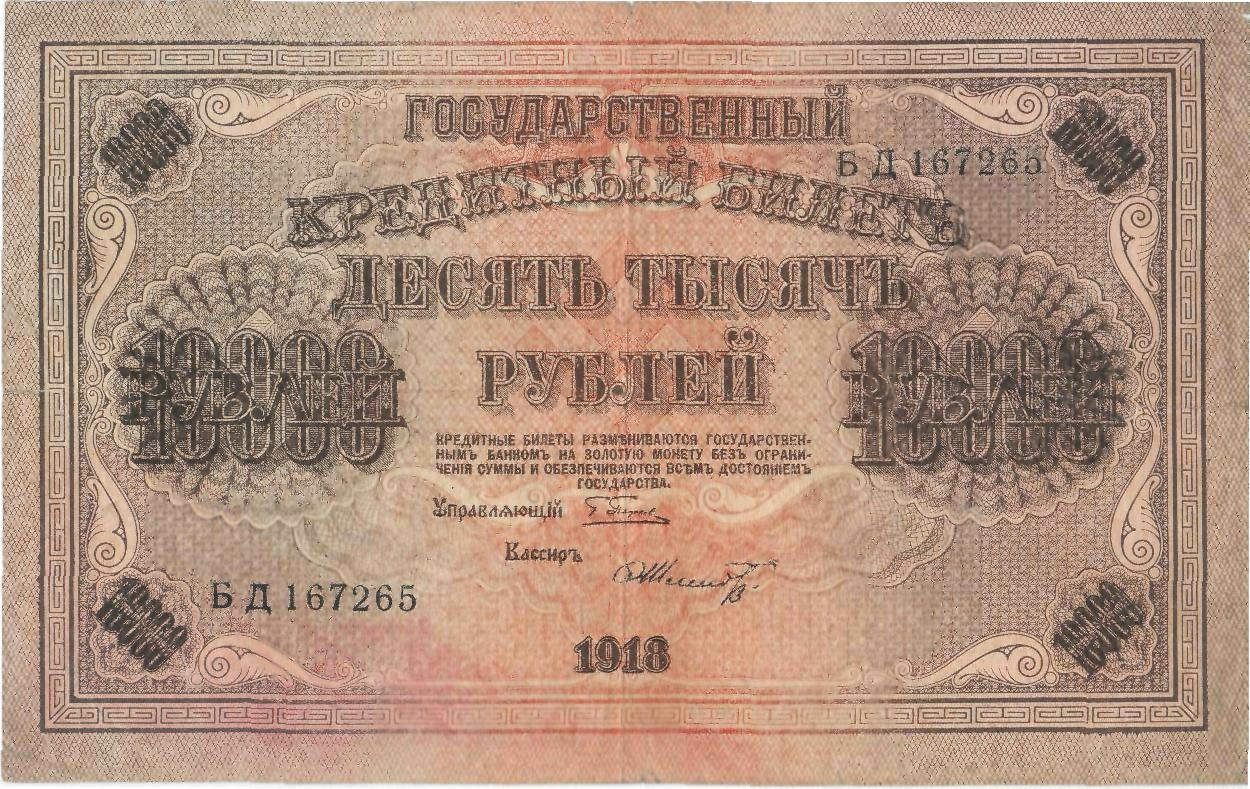
Bancnotă „kerenka”, cu valoare nominală de 10.000 ruble, emisă în 1918 (avers)

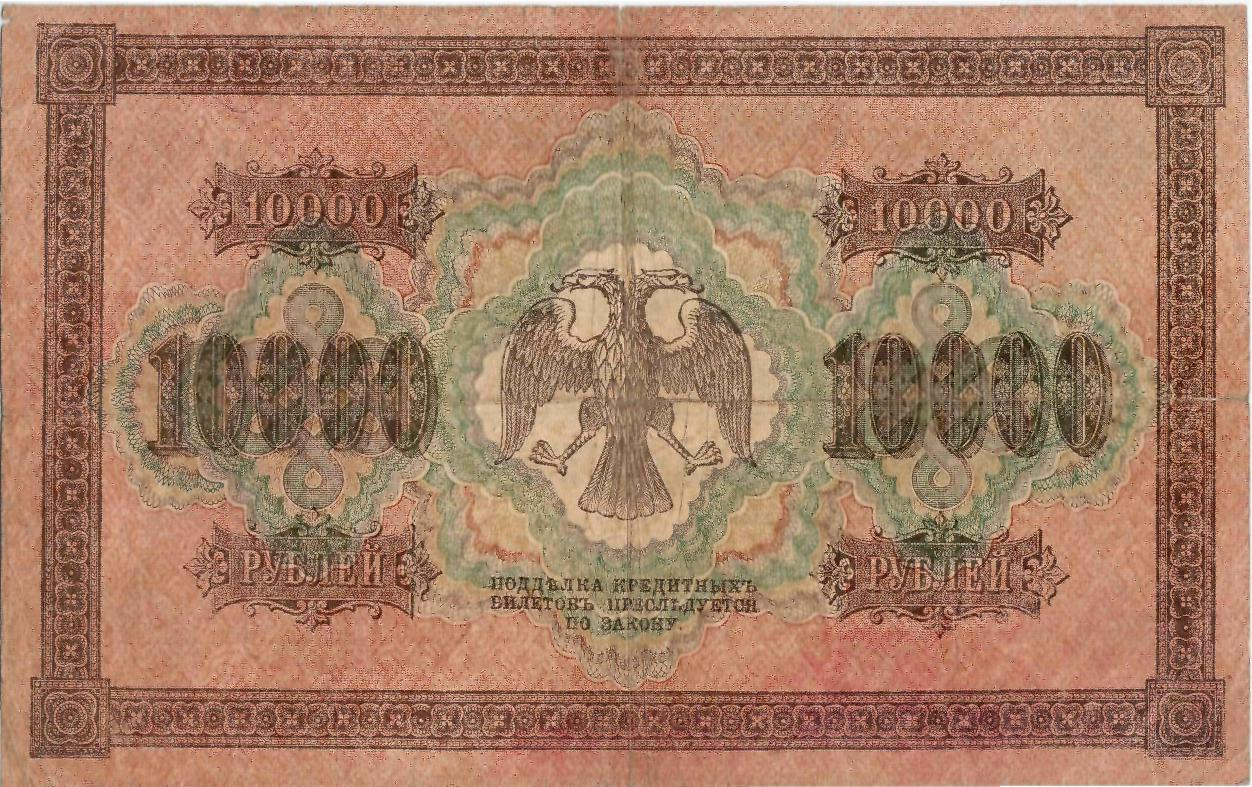
Bancnotă „kerenka”, cu valoare nominală de 10.000 ruble, emisă în 1918 (revers)

Kerenka (în rusă керенка) sau Rubla Kerenski a fost numele popular al unei monede fiduciare emise în ruble aur de către guvernul provizoriu rus instalat de Revoluția din Februarie 1917 și denumite așa după numele președintelui Alexandr Kerenski. Aceste monede au continuat să fie emise și de Gosbank, în anii 1917 – 1919, după instalarea guvernul sovietic condus de Lenin, folosindu-se aceleași matrițe, până la introducerea sovznak.